# Bù Gia Mập (xã)
Bù Gia Mập là một xã thuộc tỉnh Đồng Nai, Việt Nam.

## Địa lý
Xã Bù Gia Mập có vị trí địa lý:
- Phía đông giáp tỉnh Đắk Lắk
- Phía tây giáp xã Đak Ơ
- Phía nam giáp xã Đức Hạnh và huyện Bù Đăng
- Phía bắc giáp Campuchia.

Xã Bù Gia Mập có diện tích 23,30 km², dân số năm 2009 là 3.704 người, mật độ dân số đạt 159 người/km².

## Lịch sử
Ngày 26 tháng 12 năm 1997, Chính phủ ban hành Nghị định số 119/1997/NĐ-CP về việc thành lập xã Bù Gia Mập thuộc huyện Phước Long cũ trên cơ sở 23.276 ha diện tích tự nhiên và 4.001 nhân khẩu của xã Đak Ơ.
Ngày 11 tháng 8 năm 2009, Chính phủ ban hành Nghị quyết số 35/NQ-CP. Theo đó, chuyển xã Bù Gia Mập thuộc huyện Phước Long cũ về huyện Bù Gia Mập mới thành lập quản lý.